# Paulus
 For alternative betydninger, se Paulus (flertydig). (Se også artikler, som begynder med Paulus)
Apostlen Paulus (født ”Saulus” ca. 10 e.Kr., død 64 e.Kr. eller 67 e.Kr.) kaldes hedningeapostel i Romerbrevet 11,13 (jf. Galaterbrevet 2,8). Han og Simon Peter var de betydeligste missionærer i kirkens tidlige historie og de vigtigste tidlige kristne. I modsætning til de 12 apostle kendte Paulus ikke Jesus, men han blev omvendt ved at se den opstandne Jesus i et syn. Ifølge Apostlenes Gerninger (Ap.G.) fik han dette syn på en rejse fra Jerusalem til Damaskus i Syrien. (Ap.G. 9,3-9; jf. 1. Korintherbrev 15,8-9) Han understregede, at hans kald til at være apostel skyldtes dette syn: "Jeg har heller ikke modtaget eller lært det af et menneske, men ved en åbenbaring af Jesus Kristus." (Gal. 1,12)
Paulus´ liv beskrives udførligt i Apostlenes Gerninger, så det er muligt at sammenligne denne beskrivelse af hans liv med hans egne beretninger i hans breve. Disse breve skrev han hovedsageligt til de menigheder, som han havde grundlagt eller besøgt. Han var berejst og besøgte Cypern, Lilleasien (det moderne Tyrkiet), Makedonien, Grækenland, Kreta og Rom, hvorved han bragte evangeliet til jøderne og siden til hedningerne.
I sine breve fortæller Paulus ikke meget om Jesu liv og undervisning. Hans mest direkte reference til Jesus omhandler den sidste nadver (1. Korintherbrev 11,17-34) og Jesu død og opstandelse (1. Korintherbrev 15,1-8). Han henviser kun sparsomt til Jesu undervisning. Det rejser spørgsmålet om sammenhængen mellem Paulus´ beretning om Jesus og evangeliernes beretning om ham. Nogle, bl.a. Adolf Harnack, har fremsat det synspunkt, at Paulus´ Kristus er en anden end den Jesus, der er kendt fra evangelierne.
Paulus kaldes ofte kirkens første teolog. Han gennemtænkte indholdet af den kristne tro og har haft en afgørende indflydelse på senere kristen teologi (f.eks. Martin Luthers teologi).

## Liv
Ifølge ApG 9,30, ApG 11,25) og ApG 22,3) var Paulus født i Tarsus i Kilikien i Lilleasien (det nuværende Tyrkiet) under navnet Saulus, "... omskåret på ottendedagen, israelit af fødsel, af Benjamins stamme, hebræer af hebræere, lovtro farisæer ..." (Filipperbrevet 3,5). Hans fødselstidspunkt er ukendt. Nogle forskere antager, at han er født mellem år 10 og år 15. e.Kr. Fra sin far arvede han den eftertragtede romerske statsborgerret, og han benyttede sig flere gange af de privilegier, den gav ham; f.eks. da han appellerede sin dom i Judæa til Rom (ApG 22,25 og ApG 22,28). Han studerede i Jerusalem under rabbi Gamaliel, og han blev en skriftklog rabbiner i Jerusalem. Han forsørgede sig selv på sine rejser ved at arbejde som teltmager. (ApG 18,3)
Paulus tilhørte den strenge farisæiske retning. Den første gang, vi møder ham i Det Nye Testamente, er han vidne til Stefans martyrium i Ap.G. 7,57-8,3., og han bifalder mordet på Stefan. (Ap.G. 8,1) Han var en ivrig forfølger af den kristne kirke (Ap.G. 26,9-11), hvis medlemmer var jøder eller jødiske proselytter - indtil hans oplevelse af den opstandne Jesus på vejen til Damaskus. Denne oplevelse førte til hans omvendelse til Jesus-bevægelsen. Paulus brugte sin oplevelse af det overnaturlige møde med Jesus som bevis på sin autoritet som apostel. (1. Kor. 15,3-8 og Gal. 1,11-24) Begivenheden omtales tre gange i Apostlenes Gerninger:
- Første gang, da selve hændelsen beskrives. (Ap.G. 9,1-20) Ifølge denne beskrivelse falder Paulus (Saul) til jorden, da et lys fra himlen pludselig skinner om ham. Han hører en stemme, der siger: "Saul, Saul, hvorfor forfølger du mig?" Paulus svarer: "Hvem er du, herre?" Stemmen siger: "Jeg er Jesus, som du forfølger." (Ap.G. 9,4-5) Paulus bliver blind og bliver derefter fulgt ind til Damaskus, hvor den Jesus-troende Ananias tre dage senere giver ham synet tilbage. Derefter bliver han døbt.

- Anden gang, da Paulus fortæller om hændelsen for menigheden i Jerusalem. (Ap.G. 22,1-22)

- Tredje gang, da han fortæller om hændelsen ved den jødiske konge Agrippa II's hof. (Ap.G. 26,12-18)

Paulus gennemførte en omfattende mission i Grækenland og Lilleasien, som holdt ham beskæftiget resten af livet. Ifølge Apostlenes Gerninger foretog han tre lange missionsrejser. Under disse rejser grundlagde han de kendte kristne menigheder i Korinth, Filippi, Thessalonika og Efesus. Hans breve var henvendt til de kristne menigheder og handlede blandt andet om at løse stridigheder, der var opstået i dem. (Se f.eks. 1. Kor. 1,10 ff.)
Omstændighederne omkring Paulus´ død er ukendte. Ifølge en notits i 1. Clemensbrev (fra begyndelsen af 100-tallet) led Paulus, ligesom apostlen Peter, martyrdøden i Rom. I Paulusakterne (fra slutningen af 100-tallet) hedder det, at han blev henrettet ved sværdet under den romerske kejser Nero. Måske døde han i forbindelse med Neros kristenforfølgelse i år 64.
I 2002 blev der sat udgravninger i gang for at finde Paulus´ rester. Den 8. december 2006 meddelte Vatikanet, at Paulus' grav var fundet i Rom under et alter i katedralen Sankt Paulus Uden for Murene, og at gravkammeret kunne dateres til år 390. Ifølge overleveringen blev Paulus begravet her, og der blev bygget en kirke oven på stedet. Hans kiste, der dermed kunne ses for første gang i 1700 år, bærer inskriptionen "Paolo Apostolo Mart" (latin for: "Til Paulus, apostel, martyr").

## Lære
Paulus kaldes ofte kirkens første teolog. Han gennemtænkte indholdet af den kristne opstandelsestro og Kristi offerdød. Mange har ment, at det var Paulus, og ikke Jesus, der grundlagde kristendommen. Det er f.eks. uklart, om Jesus opfattede sig som en åndelig frelser, der henvendte sig til folkeslagene uden for Israel. Se f.eks. Matt. 10, 5-6. Derimod er det klart, at Paulus opfattede Jesus som en åndelig frelser for alle folkeslag. Ifølge Paulus havde Jesus ved sin død på korset lidt den straf, som de mennesker, der tror på Jesus Kristus, egentlig skulle have lidt på grund af deres synder. Der er således tale om en stedfortrædende soning. Ved hjælp af Jesu stedfortrædende soning gøres de troende retfærdige, og dermed kan de blive frelst. Gud ”gør den retfærdig, som tror på Jesus”. (Romerbrevet, 3,26)
”Men nu er Guds retfærdighed åbenbaret uden lov, bevidnet af loven og profeterne, Guds retfærdighed ved tro på Jesus Kristus for alle, som tror.” (Romerbrevet, kap. 3,21-22)
Ifølge Paulus var Jesus således den forjættede Messias (Kristus), som på de troendes vegne havde lidt soningsdøden. For de Kristus-troende var der altså ikke tale om gerningsretfærdighed som hos jøderne. For der var kommet en ny pagt. De kristne var det sande Israel. Som medlem af den kristne kirke var man med i et universelt fællesskab, hvor dåben, ikke den jødiske omskærelse, var medlemstegnet.
Paulus´ forkyndelse vakte en heftig debat i kirken, der både bestod af jødekristne og hedningekristne. Skulle kirken helt bryde med Moseloven, eller skulle de hedningekristne overholde Moseloven og lade deres drengebørn omskære? Spørgsmålet blev diskuteret på apostelmødet i Jerusalem. Resultatet af mødet faldt ud til fordel for Paulus' synspunkt: at de hedningekristne ikke behøvede at overholde hele Moseloven og ikke behøvede at lade deres drengebørn omskære. Dog skulle de hedningekristne overholde tre minimalbestemmelser fra den jødiske lov: De skulle afholde sig fra 1) afgudsofferkød, 2) blod og kød fra kvalte dyr, og 3) utugt. (Ap.G. 15,29).

## Breve
Vores kendskab til Paulus' lære skyldes primært de breve, han sendte til de kristne menigheder:
- Paulus´ Brev til Romerne
- Paulus´ Første Brev til Korintherne
- Paulus´ Andet Brev til Korintherne
- Paulus´ Brev til Galaterne
- Paulus´ Brev til Efeserne
- Paulus´ Brev til Filipperne
- Paulus´ Brev til Kolossenserne
- Paulus´ Første Brev til Thessalonikerne
- Paulus´ Andet Brev til Thessalonikerne
- Paulus´ Første Brev til Timotheus
- Paulus´ Andet Brev til Timotheus
- Paulus´ Brev til Titus
- Paulus´ Brev til Filemon

Imidlertid menes adskillige af brevene ikke at være skrevet af Paulus selv. Af de 13 ovennævnte ”paulinske breve” anses kun 7 for at være ægte: Romerbrevet, 1. Korintherbrev, 2. Korintherbrev, Galaterbrevet, Filipperbrevet, 1. Thessalonikerbrev og Filemonbrevet.  Følgende breve er muligvis skrevet af Paulus, men meget taler for at de er skrevet senere: 2. Thessalonikerbrev, Kolossenserbrevet og Efeserbrevet. Følgende breve er næppe skrevet af Paulus: 1. Timotheusbrevbrev, 2. Timotheusbrev og Titusbrevet.
De 13 breve, der er medtaget i den danske Bibel, er udtryk for, hvilke breve kirken anså for ægte, da Bibelen, som vi kender den i dag, blev samlet. Danske Bibler har tidligere haft et brev til Laodikenserne. Syriske og armenske Bibler har et 3. Korintherbrev.
Paulus´ breve vejleder de kristne menigheder om troen og livet som kristen. De udgør den tidligste systematiske gennemgang af kristen lære og giver en viden om kirkens tidlige år. Paulus´ breve er de ældste skrifter i Det Nye Testamente.

## Arven efter Paulus
Paulus har haft en afgørende indflydelse på kristen tænkning. Han var den ledende skikkelse i kirkens første århundrede, og det var hans fortjeneste, at kristendommen førtes ind i den hellenistiske bykultur. Han lagde grunden for, at den jødiske Jesus-bevægelse blev til verdensreligionen kristendommen. Gennem hans forkyndelse blev det klart, at kristendommen ikke længere var en jødisk sekt.